# Xã Sycamore, Quận Wyandot, Ohio
Xã Sycamore (tiếng Anh: Sycamore Township) là một xã thuộc quận Wyandot, tiểu bang Ohio, Hoa Kỳ. Năm 2010, dân số của xã này là 1.600 người.